# Barnabás Bese
Barnabás Bese (* 6. května 1994, Budapešť, Maďarsko) je maďarský fotbalový obránce a reprezentant, hráč klubu MTK Budapešť.

## Klubová kariéra
- Csepel SC (mládež)
- Ferencváros Budapešť (mládež)
- MTK Budapešť (mládež)
- MTK Budapešť 2011–

## Reprezentační kariéra
Bese nastupoval v maďarských mládežnických reprezentacích od kategorie U17 po U21.
V A-mužstvu Maďarska debutoval 4. 6. 2016 v přípravném zápase v Gelsenkirchenu před Mistrovstvím Evropy proti reprezentaci Německa (prohra 0:2).

Německý trenér maďarského národního týmu Bernd Storck jej zařadil do závěrečné 23členné nominace na EURO 2016 ve Francii. Maďaři se ziskem 5 bodů vyhráli základní skupinu F. V osmifinále proti Belgii se po porážce 0:4 rozloučili s turnajem. Bese zasáhl na šampionátu do jediného utkání (proti Portugalsku).